# Генерал-инспектор войск литовских
Генерал-инспектор войск литовских — должностное лицо в Великом княжестве Литовском. Должность была учреждена в последние годы правления короля польского и великого князя литовского Августа III в 1760 году. Обязанностью генерала-инспектора было объезжать полки, составлять люстрацию (опись) войск и сдавать дела гетману.
В 1776 году генерал-инспектор был включён в состав дигнитариев. В Великом княжестве Литовском генерал-инспектор был один, а в Польском королевстве их было два.

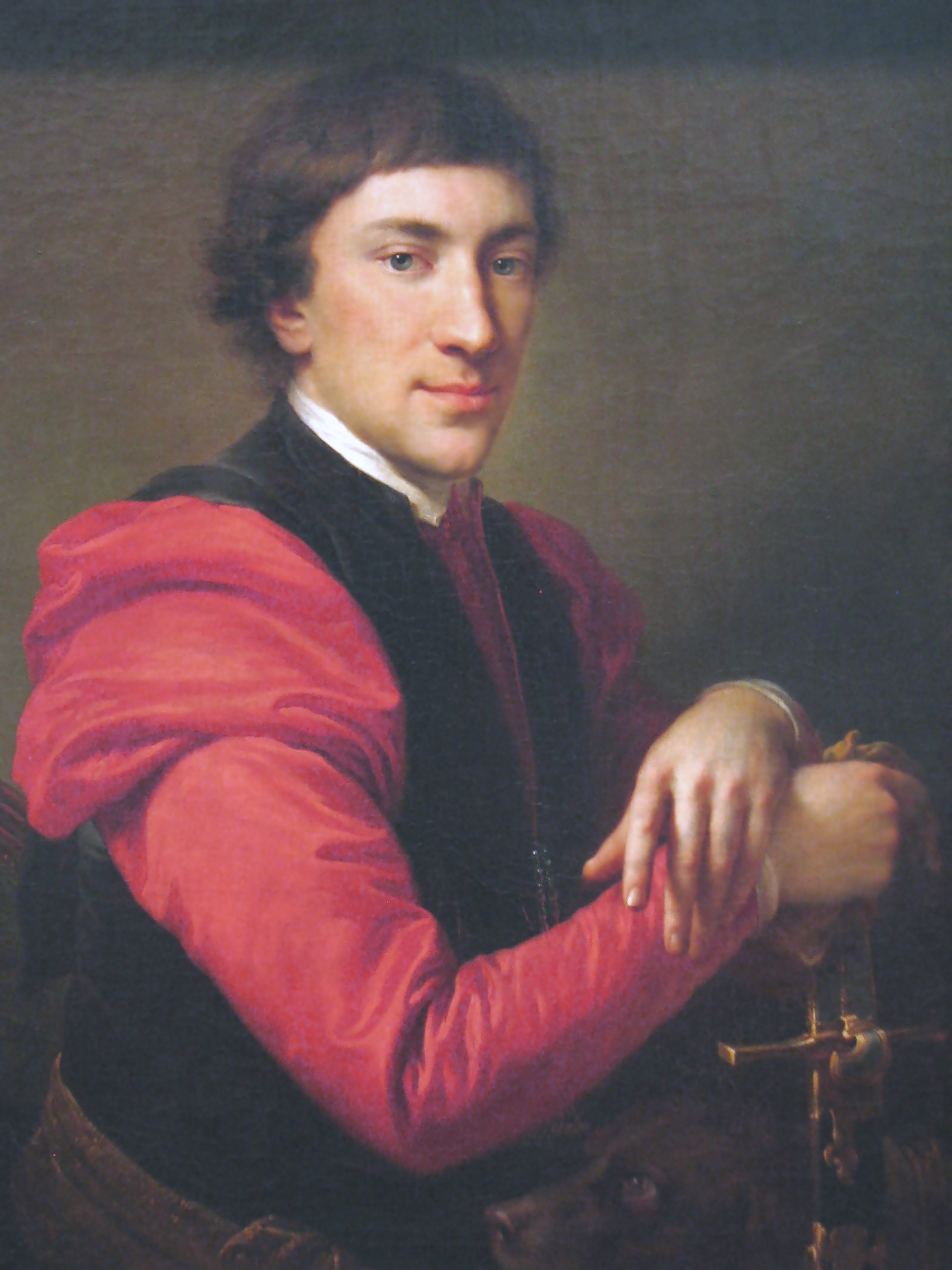
Павел Ежи Грабовский

Четырёхлетний сейм (1788—1792) в 1789 году ликвидировал должность генерала-инспектора, оставив этот титул и пожизненную пенсию за последним, кто занимал должность. Получал плату от 4600 до 12000 злотых в год.
Генералами инспекторами войск литовских были:
- Игнатий Пац[пол.] (18.2.1760—20.2.1763)
- Ян Ежи Грабовский (19.10.1773—1783)
- Ежи Франтишек Грабовский (29.12.1783—1789)
- Павел Ежи Грабовский (18.8.1789)